# Пежо 5CV
Пежо 5ЦВ (фр. Peugeot 5CV) је био популаран назив за неколико модела из Пежо тип 172 између 1925. и 1929. године.
Први у низу серије 5ЦВ био је тип 172 БЦ, потпуно нови модел, иако сличан моделу Quadrilette, који се још увек продавао 1924. године. Тип 172 БЦ је имао мотор запремине 667 cm³ који је пренет из Quadrilette модела, али снаге до 11 КС (8,2 kW). Ауто је дебитовао на аутомобилској трци Тур де Франс 1924. године.
Мале промене дизајна и нови мотор заменилен су тип 172 БЦ у тип 172 Р 1926. године. Мотор је био 720 cm³ I4 и са исом снагом као и претходни, али са већим обртним моментом. Мотор је 1928. године замењен са мањим запремине 695 cm³ са већом снагом, од 14 КС (10 kW). Мањи мотор и већи размак точкова снизио је класу новог тип 172 на 4 ЦВ.
Укупна производња типа 172 у овом временском периоду износила је 48.285 јединица.
| Модел      | Година    | Производња |
| ---------- | --------- | ---------- |
| Тип 172 БЦ | 1924–1925 | 7.084      |
| Тип 172 Р  | 1926–1928 | 27.119     |
| Тип 172 M  | 1928      | 11.970     |
| Тип 172 С  | 1929      | 2.112      |

## Галерија
- Пежо 5ЦВ